# 墨刑
墨刑又稱黥刑、黥面、刺面，是中國上古时代和朝鲜古代的一種刑罰，在犯人的臉上或額頭上刺字（奴、婢、盗、贼）或圖案，再染上墨，作為受刑人的標誌。對犯人的身體狀況實際影響不大，但是臉上的刺青會令犯人失去尊嚴。既是刻人肌膚的具體刑，又是使受刑人蒙受恥辱、使之區別於常人的一種恥辱刑。墨刑是先秦時代五刑中最輕的一種刑罰。
自汉文帝废除肉刑，但黥刑并未真正废除掉，成为刑罚制度外的一种私刑，根据统治者需要和情绪随意使用。五代时期后晋天福年间开始，黥刑又正式成为刑罚的一种附加刑，直至清末光绪三十二年，清廷修订《大清律例》彻底废除此刑，前后沿用数千年才真正退出历史舞台。
秦漢時的英布就因為受過黥刑而被稱為黥布。唐朝時的上官婉兒因為得罪武則天而被黥面，在額上留下刺青，後來她仿效劉宋壽陽公主的梅花妝，在額上刺字的地方以梅花形為裝飾（一說為黥面時刺成梅花形），顯得格外嫵媚，並且為其他女性模仿，成為唐朝流行的化妝之一。
唐末各地方的藩镇相继割据，形成各自独立的军事势力，战事不断，百姓被强征参军时有逃跑，逃兵被捉回就会被黥面。宋朝的黥刑更加普遍，常对发配边远地区的罪犯附加黥刑，称为刺配。

## 延伸阅读
[在维基数据编辑]
 《欽定古今圖書集成·經濟彙編·祥刑典·黥刑部》，出自陈梦雷《古今圖書集成》